# Универзитет у Гетингену
Универзитет у Гетингену (лат. Universitas Regiæ Georgiæ Augustæ), основао је 1732/1734. британски краљ и хановерски изборник Џорџ II, док је отворен за наставу 1737.Универзитет се брзо развио и ускоро је са близу 1.000 студената постао један од највећих у Европи тог времена. Нарочито је био познат по студијама правних наука. Јохан Штефан Питер је овде у 18. веку предавао јавно право, а неки од његових студената су били Клеменс фон Метерних и Александар фон Хумболт. Наполеон је овде студирао право и приметио да: „Гетинген припада целој Европи“. Артур Шопенхауер је постао студент 1809, а Ото фон Бизмарк 1832. Године 1837, седморица професора су се побунила против апсолутизма краљева Хановера услед чега су отпуштени. Тиме је Универзитет значајно ослабљен. Они су данас познати као Гетингенска седморица, а међу њима су били браћа Грим, Хајнрих Евалд, Вилхелм Вебер и Георг Гервинус. 
Гетинген је развијао и своју репутацију у природним наукама, нарочито математици. Карл Фридрих Гаус је овде предавао у 19. веку, као и Бернард Риман, Јохан Дирихле, Давид Хилберт и Феликс Клајн. Златно доба Универзитета трајало је од почетка 20. века до 1933. када су нацисти кренули у чистку јеврејских професора. 
До данас је 45 добитника Нобелове награде предавало на Универзитету у Гетингену или су се овде бавили науком. Већина њих је награду добила у првој половини 20. века. 
Универзитет у Гетингену је најстарији активни универзитет у Доњој Саксонији, а са 24.057 студената у зимском семестру 2008/2009. и највећи. На Универзитету је 2008. радило 411 професора на 13 факултета. 
Државна и универзитетска библиотека Доње Саксоније у Гетингену је са 4,5 милиона књига једна од највећих у Немачкој. Ту делују и 4 Института Макса Планка посвећена различитим природним и друштвеним наукама.